# فتحة السمع الداخلية
فُتحة السمع الداخلية أو الصِمَاخ السمعي الداخلي أو الصِّماخُ السَّمْعِيُّ البَاطِن أو الصِّماخُ السَّمْعِيُّ الغائِر

## المقدمة
الصماخ السمعي الداخلي قناةٌ في الجزء الصخري من العظم الصُّدغي بالجمجمة بين الحفرة القِحفية الخلفية والأذن الداخلية.
#الأهمية:
الصماخ السمعي الداخلي هو ممر للعصب الدهليزي القوقعي، عصب الوجه والشريان التيهي (فرع سمعي داخلي من الشريان القاعدي) حيث يمر من داخل الجمجمة إلى بنيان الأذن الداخلية والوجه.
ويحتوي الصماخ السمعي الداخلي على العقد الدهليزي أيضًا.
#الهيكل ( البنيان ) :
الفتحة الموصلة إلى الصماخ السمعي الداخلي تسمى المسم السمعي الغائر.
الصماخ السمعي الداخلي يقع في الحفرة القحفية الخلفية من الجمجمة، قريبا من منتصف السطح الخلفي للجزء الصخري من عظم الصدغ.
حافة الصماخ السمعي الداخلي ملساء ودائرية، يبلغ طولها 1 سنتيميتر وتمر أفقيا فالعظم.
في نهاية الصماخ السمعي الداخلي فتحات ل 3 قناوات مختلفة، واحدة منهم لقناة الوجه (نفق الوجه) ، عصب الوجه يمر خلال قناة الوجه وأخيرا يخرج من الجمجمة عند الثقبة الإبرية الخشائية.
الجزء الأمامي العلوي من الصماخ السمعي الداخلي ينقل عصب الوجه والعصب المتوسط، ومفصول عن الجزء الخلفي العلوي الذي ينقل العصب الدهليزي العلوي بواسطة شريط بيل ( سمى بواسطه ويليام فوتس هوس ).
العرف المنجلي والعرف المستعرض يفصل الجزء العلوي من الجزء السفلي.
العصب القوقعي يتجه إلى الأمام والأسفل، والعصب الدهليزي الأدنى متجها إلى الخلف والأسفل.

## معرض صور

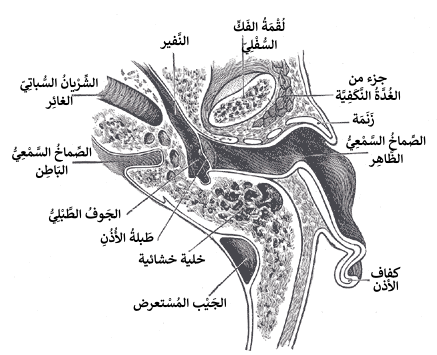
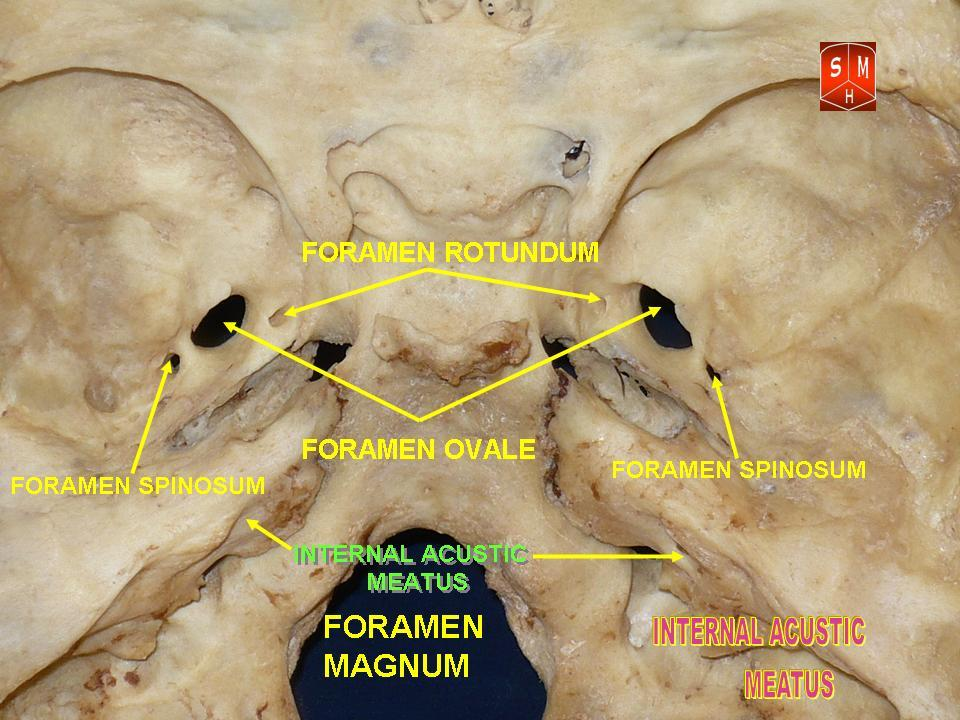
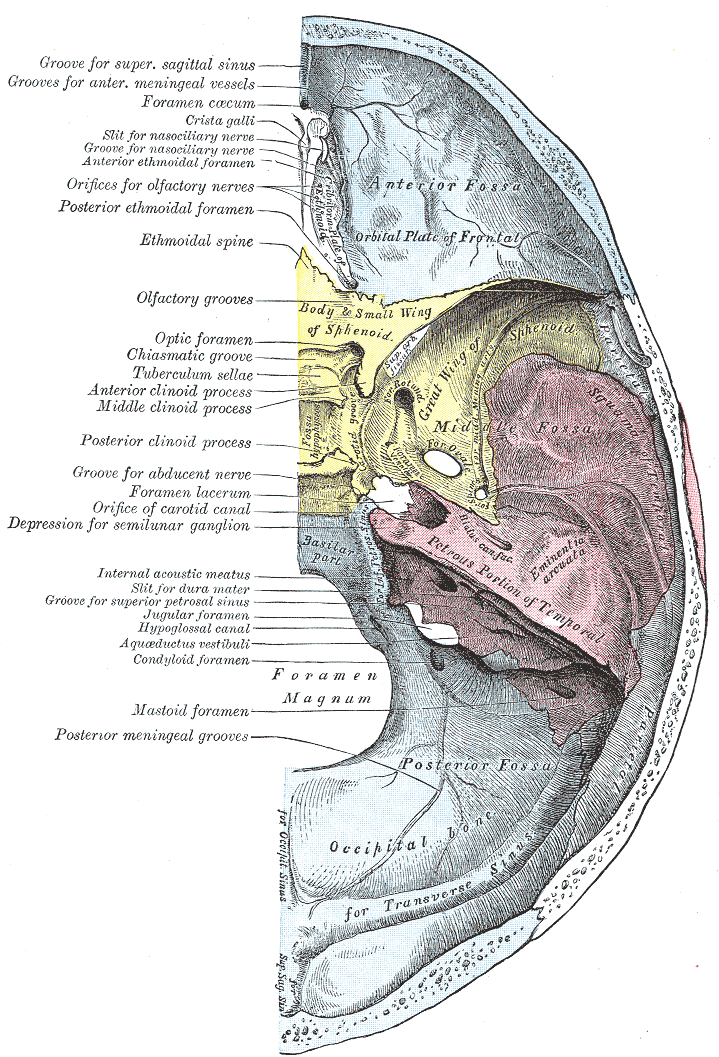
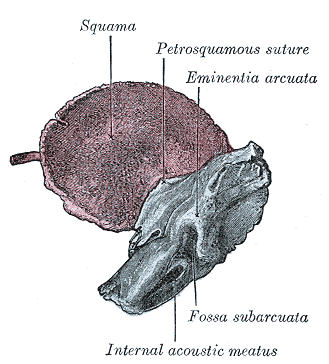
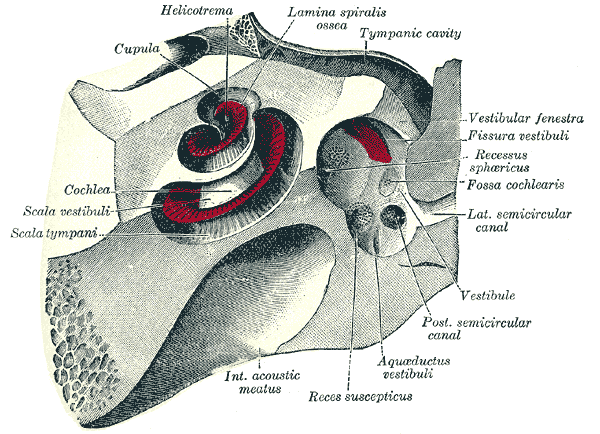
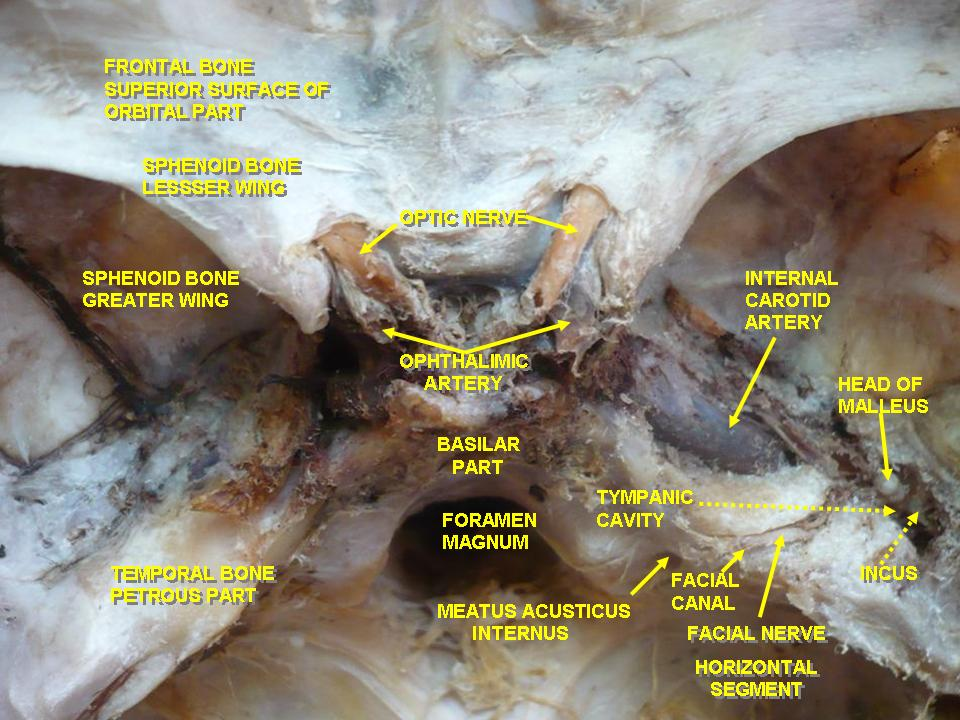

#المصادر :